# Fontivillié
Fontivillié es una comuna nueva francesa situada en el departamento de Deux-Sèvres, de la región de Nueva Aquitania.

## Historia
Fue creada el 1 de enero de 2019, en aplicación de una resolución del prefecto de Deux-Sèvres de 21 de agosto de 2018 con la unión de las comunas de Chail y Sompt, pasando a estar el ayuntamiento en la antigua comuna de Chail.

## Demografía
Según los datos aportados en la resolución del prefecto de Deux-Sèvres, la comuna se crea con 884 habitantes.

## Composición
| Comuna fusionada | Código INSEE | Población (2016) | Superficie (km²) | Densidad (hab./km²) |
| ---------------- | ------------ | ---------------- | ---------------- | ------------------- |
| Chail            | 79064        | 512              | 12.6             | 41                  |
| Sompt            | 79314        | 359              | 12.09            | 30                  |